# Australobuthus
Australobuthus es un género de escorpiones de la familia Buthidae descrito por Locket en 1900 con una sola especie Australobuthus xerolimniorum, descrita por Locket en 1900.
Habita en Australia.